# Ser ou Não Ser (1942)
To Be or Not to Be (bra/prt: Ser ou Não Ser) é um filme estadunidense de 1942, do gênero comédia dramática, dirigido por Ernst Lubitsch.
O título é inspirado no famoso solilóquio de Shakespeare.
Eleito pelo American Film Institute como uma das 100 melhores comédias de todos os tempos (49ª posição).

## Sinopse
Na Varsóvia ocupada pela Alemanha Nazista durante a II Guerra, uma trupe de atores usa suas habilidades dramáticas e de disfarce para enganar as tropas invasoras.

## Elenco
- Carole Lombard - Maria Tura
- Jack Benny - Joseph Tura
- Robert Stack - Tenente Stanislav Sobinski
- Stanley Ridges - Professor Alexander Siletsky
- Sig Ruman - Coronel Ehrhardt
- Tom Dugan - Bronski
- Felix Bressart - Greenburg
- Lionel Atwill - Rawich

## Produção
Lubitsch nunca considerara qualquer outro do que Jack Benny para ser o protagonista do filme. Ele havia criado o personagem de Joseph Tura com aquele ator em mente. Benny, emocionado com a distinta predileção, aceitou imediatamente interpretar o papel. O ator, que alcançara êxito no trabalho anterior, a versão de  Charley's Aunt de 1941, estranhamente não parecia interessar ninguém mais para estrelar filmes.
Para acompanhar Benny, o estúdio e Lubitsch escolheram Miriam Hopkins, cuja carreira decaíra nos últimos anos anteriores. O personagem foi desenhado para a interpretação da veterana atriz, mas ela não se deu bem com Benny e deixou a produção.
Lubitsch não se decidira por uma substituta até que Carole Lombard, ao saber da situação, se ofereceu para o papel. Lombard nunca havia trabalhado com o diretor e ansiava por uma oportunidade. Lubitsch concordou e Lombard entrou para o elenco. O filme também providenciou a Lombard trabalhar com o amigo Robert Stack, que ela conhecera desde quando era adolescente. O filme foi produzido pela United Artists, o que fez com que Lombard afirmasse que tinha trabalhado para todos os grandes estúdios de Hollywood.

## Recepção
To Be or Not To Be agora é reconhecido como um dos melhores filmes das carreiras de Lubitsch, Benny e Lombard, mas no início não foi bem recebido pelas plateias. Muitos não entenderam a razão para se fazer comédia sobre a ameaça real representada pelos nazistas. De acordo com as memórias de Jack Benny, o próprio pai dele abandonou o cinema no início da exibição do filme, desgostoso de ver o filho em uniforme nazista, e prometera jamais entrar em um cinema novamente. Benny o convenceu a mudar de ideia e seu pai acabou adorando a comédia, assistindo-a por quarenta e seis vezes.
O mesmo não aconteceu para alguns críticos. Apesar dos elogios a atuação de Lombard, muitos desprezaram Benny e Lubitsch e consideraram a produção como de mau gosto. Bosley Crowther do The New York Times disse (tradução livre como as demais) que "é difícil imaginar que alguém possa respirar, sem pestanejar, o ar ainda com estilhaços da invasão de Varsóvia após assistir a uma cena farsesca do Senhor Benny tentando fazer comédia com um cadáver da Gestapo. O senhor Lubitsch tinha um estranho senso de humor -e um roteiro emaranhado— quando realizou esse filme". O The Philadelphia Inquirer concordou, classificando o filme como um "insípido, insensível esforço para encontrar diversão no bombardeio de Varsóvia". Alguns críticos ficaram especialmente ofendidos pela seguinte fala do personagem nazista Coronel Ehrhardt: "Oh, yes I saw him [Tura] in 'Hamlet' once. What he did to Shakespeare we are doing now to Poland" ou "Oh, sim, eu o vi uma vez [Tura] em 'Hamlet'. Ele fez com Shakespeare o que nós fizemos com a Polônia". Contudo, outras resenhas foram positivas. A Revista Variety chamou de uma das melhores produções de  Lubitsch dos últimos anos, "... um exemplar concreto de entretenimento ". Harrison's Reports afirmou ser "Uma absorvente comédia-drama de guerra, muito bem dirigida e representada. A ação mantém o suspense tenso, bem como os diálogos cômicos garantem os risos quase que constantes ". John Mosher de The New Yorker também elogiou o filme, escrevendo: "Mesmo se aquela comédia pudesse ter sido plantada em Varsóvia no momento de sua queda pela invasão nazista, não seria incongruente dizer que é um triunfo de Lubitsch"
Em 1943, o crítico Mildred Martin resenhou para o The Philadelphia Enquirer outro filme de Lubitsch e se referiu negativamente ao fato do diretor ser alemão e à comédia dele sobre os nazistas na Polônia. Lubitsch respondeu publicando uma carta aberta no jornal, dizendo: "O que eu satirizei nesse filme foram os nazistas e sua ideologia ridícula. Também satirizei as atitudes dos atores que sempre permanecem como tais, independentemente de quão perigosa seja a situação a ocorrer, que acredito ser uma observação verdadeira. Pode-se argumentar se a tragédia da Polônia realisticamente representada em To Be or Not to Be poderia ser mesclada com sátira. Eu acredito que sim pelo que observei no público durante as audiências de To Be or Not to Be; mas isso é matéria de debate e qualquer um pode ter o seu ponto de vista, mas está longe de afirmar-se que o diretor nascido em Berlim possa achar divertido o bombardeio de Varsóvia".
Recentemente o filme foi reconhecido como uma comédia clássica. To Be or Not To Be teve 97% de aprovação no site Rotten Tomatoes com uma média de 8.7 em 36 resenhas,sendo consensual: "Uma complexa e oportuna sátira que mistura escuridão com pastelão, 'To Be or Not To Be' de Ernst Lubitsch equilibra delicadamente humor e ética".

## Indicações a prêmios e homenagens
To Be or Not to Be foi indicado ao Óscar como "Melhor Trilha Sonora". Em 1996 foi selecionado para preservação pela Biblioteca do Congresso dos Estados Unidos por sua significância "cultural, histórica ou estética".
American Film Institute:
- 2000: Quadragésimo nono lugar na lista da AFI das melhores comédias do cinema ("100 Years... 100 Laughs").

## Refilmagens e adaptações
- Uma adaptação dramática de To Be or Not to Be foi produzida por Screen Guild Theatre em 18 de janeiro de 1943, estrelando William Powell e Diana Lewis.
- Houve uma refilmagem em 1983, dirigida por Alan Johnson, estrelada por Mel Brooks e Anne Bancroft.
- Uma peça de teatro em alemão foi escrita por Juergen Hoffmann em 1988.
- Uma versão Bollywood, Maan Gaye Mughal-e-Azam, foi lançada em 2008.
- Uma peça teatral homônima estreou na Broadway em 2008.
- Uma adaptação teatral foi criada em Budapeste, Hungria por Marton László, Radnóti Zsuzsa e Deres Péter em 2011.[13]